# Preparadise Sorry Now
Preparadise Sorry Now è un ritratto estremo delle aberrazioni di Ian Duncan Stewart e Myra Hindley, coppia di assassini su cui l'occhio aguzzo di Rainer Werner Fassbinder si era fissato nel 1969 ispirandosi alle atrocità commesse da due serial killer inglesi realmente vissuti negli anni sessanta: lei morta in carcere nel 2002, lui tenuto in vita e alimentato a forza.